# Städtischer Friedhof Altglienicke

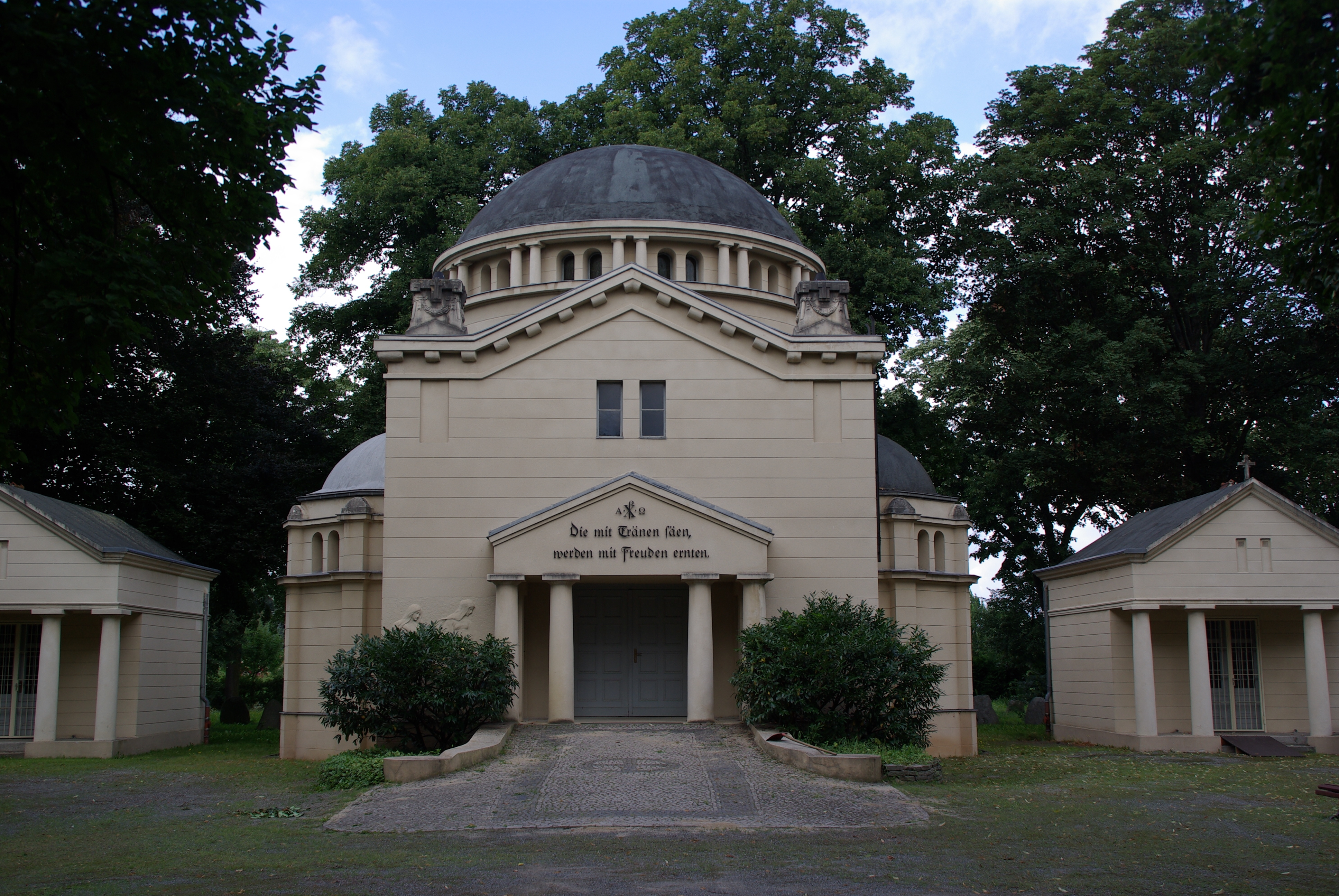
Feierhalle

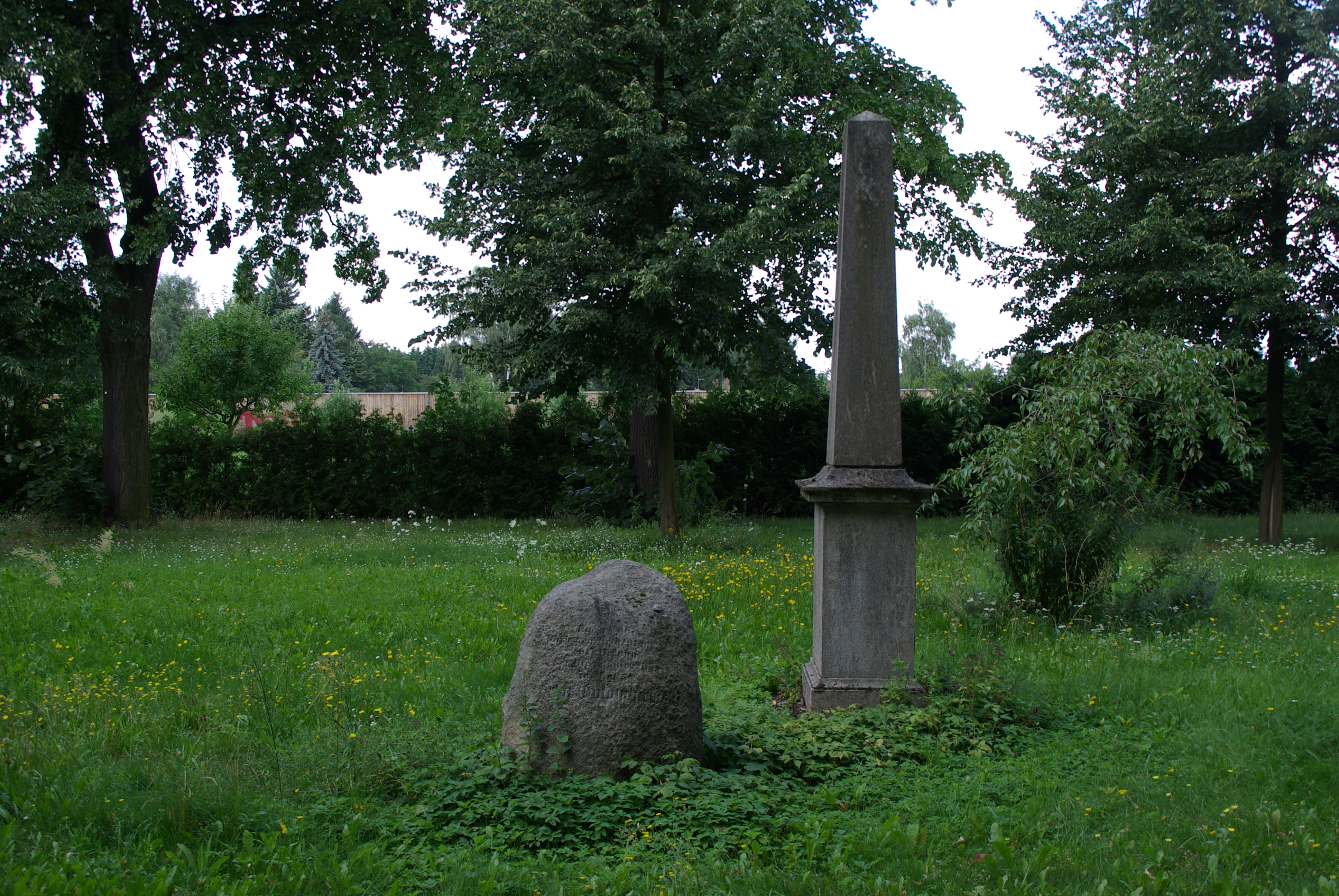
Städtischer Friedhof Altglienicke Stele

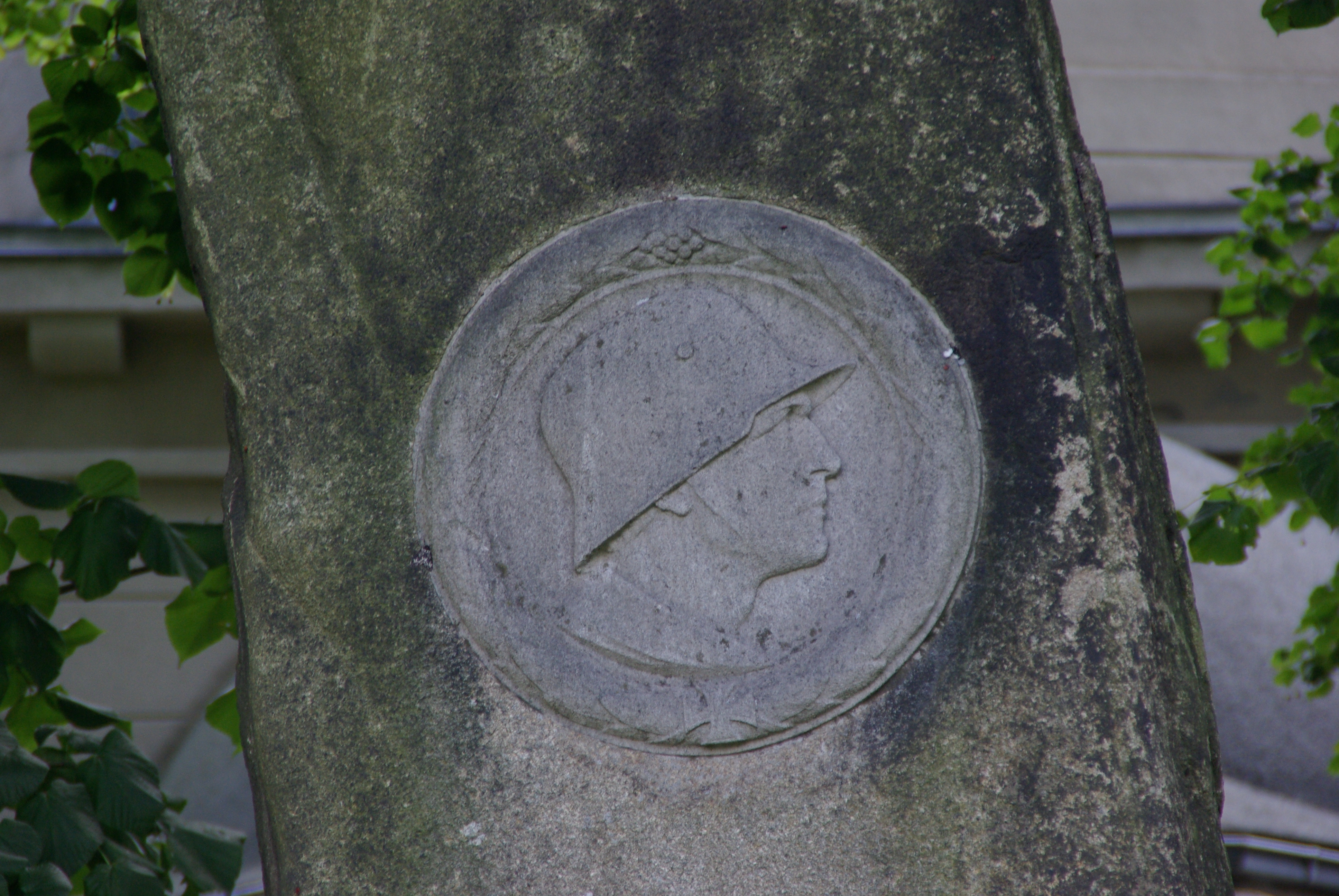
Gedenkstele für die Gefallenen Niederschöneweides 1914–1918

Der Städtische Friedhof Altglienicke befindet sich an der Schönefelder Chaussee 100 im Berliner Bezirk Treptow-Köpenick, Ortsteil Altglienicke. Angelegt wurde er ursprünglich als (exterritorialer) Städtischer Friedhof der Gemeinde Niederschöneweide. Mit der Eingemeindung Niederschöneweides 1920 in Groß-Berlin wurde er umbenannt. Der Friedhof umfasst heute eine Fläche von 23.500 m² und ist Bestandteil der Berliner Denkmalliste.

## Geschichte
1878 entstand im lange weitgehend bewaldeten Gebiet an der Oberspree die Gemeinde Niederschöneweide. Der Ansiedlung von Industrie im 19. Jahrhundert folgte eine zunehmende Wohnbebauung. 1908 erhielt Niederschöneweide eine eigenständige, von der Stadt Köpenick unabhängige Kirchengemeinde. Mit der Trennung von der Stadtkirche Köpenick stellte sich die Frage in Niederschöneweide, wo die Verstorbenen der evangelischen Gemeinde bestattet werden. In Frage kommender Grund und Boden mit entsprechenden Erweiterungsoptionen war in Niederschöneweide zu teuer oder schied aufgrund des hohen Grundwasserspiegels aus. 1910 erwarb die evangelische Gemeinde Niederschöneweide eine bisher landwirtschaftlich genutzte Fläche in der heutigen Schönefelder Chaussee 100, um einen neuen Friedhof anzulegen. Darüber hinaus beantragte die Gemeinde zur verbesserten Erreichbarkeit die Verlängerung der Straßenbahn bis dorthin, allerdings kam diese Planung nie zur Ausführung. Ab 1911 fanden auf der Anlage die ersten Bestattungen statt. 1920 wurden Niederschöneweide wie Altglienicke in Groß-Berlin eingemeindet. Der Friedhof Niederschöneweide ging in kommunales Eigentum über. Nun durften auch Altglienicker dort bestattet werden. Die Anlage wurde umbenannt in „Städtischer Friedhof Altglienicke“.

## Gestaltung der Anlage
Zentraler Punkt der großzügigen Friedhofsanlage ist die unter Denkmalschutz stehende „Aussegnungs-Kapelle“ mit 120 Sitzplätzen, die im Stile italienischer Architektur durch den Architekten K.A. Hermann entworfen wurde. Diese besteht aus einer tempelartigen Halle mit Rundkuppel und vorgelagertem, säulengeschmücktem Giebelbau. Links und rechts der Halle erstrecken sich Mauerrundbögen mit abschließend zwei kleineren Pavillons ebenso im Tempelstil. An den Mauern der Kolonnaden befinden sich einige Familiengrabstellen. Der Großteil dieser schmuckvollen, säulenflankierten Stellen ist aber dato unbelegt. Links vom Eingang der Trauerhalle sieht man ein sakrales Relief. Im Inneren der Halle dargestellt sind die Evangelisten Matthäus und Marcus.
Die Leichenhalle verfügt über ein herausragendes technisches Denkmal, das allerdings seit den 1930er Jahren nicht mehr in Betrieb ist – einen wasserhydraulischen Aufzug. Dieser wurde auch nach den Renovierungsarbeiten in jüngerer Zeit nicht vom TÜV freigegeben. So müssen die Särge vom Keller weiter nach oben getragen werden.
Die älteste noch vorhandene Grabstelle ist ein Gittergrab aus der Anfangszeit von 1911.
Um 1916 wurde das Gelände auch hinter die Kapelle in Richtung der Grenze zum Ortsteil Rudow erweitert.
Im hinteren Areal der Anlage befinden sich im Halbkreis angeordnet zahlreiche Findlinge, ursprünglich 70 an der Zahl, sowie fünf Granitschalen. Es sind überwiegend keine Grabstellen, sondern Gedenksteine für Gefallene des Ersten Weltkrieges aus der Kirchengemeinde Niederschöneweide. An sie wurde, meist in fernen Soldatengräbern ruhend, ein Ort der persönlichen Trauer errichtet. Einige wenige wurden später hierher umgebettet. Ein Obelisk trägt die 144 Namen aller Gefallenen.
1939 wurde ein Begräbnisfeld für die Urnen jüdischer Bürger eingerichtet. 

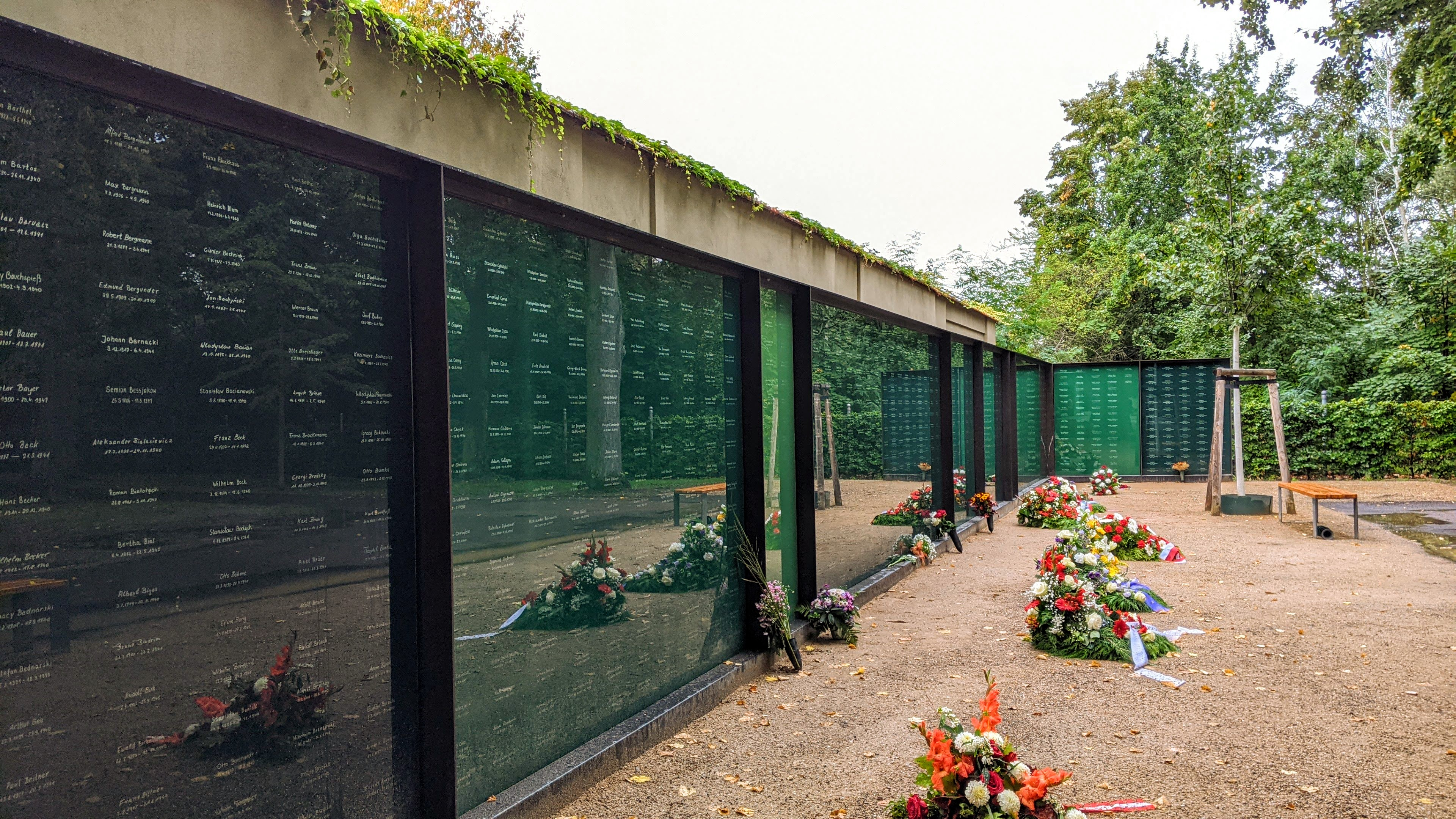
Gedenkstätte für die 1370 Opfer in einem Massengrab

1940 entstand eine Urnen-Sammelstelle für die sterblichen Überreste von mehr als 1370 deutschen und polnischen Häftlingen aus Konzentrationslagern, Gegnern des NS-Regimes sowie Opfern des sogenannten Euthanasie-Programmes der Nationalsozialisten, der Aktion T4. Sie waren 1940 unter anderem im Treptower Krematorium eingeäschert worden. 2021 wurde bei diesem Urnenfeld eine neue Gedenkstätte geschaffen. Sie nennt die Namen der Ermordeten und Verstorbenen auf einer L-förmigen Glaswand.
In der Zeit des Bestehens der Berliner Mauer, von 1961 bis 1989, war das Friedhofsgelände hinter der Feierhalle als Sperrgebiet weitgehend unzugänglich. Die Kapelle selber drohte ohne jede funktionierende Heizung zu verfallen, der Putz bröckelte. Ein Teil des Kriegerdenkmals wie des Urnenhaines der jüdischen Opfer wurden damals für den Grenzstreifen eingeebnet. Unterdessen ist ein Großteil dieser Gedenkstätte wiederhergestellt. Lediglich die verblichenen Inschriften bedürfen weiterhin einer Erneuerung.
Die Heizung in der Kapelle geht wieder, denn im Jahr 2000 wurden Kapelle und Kolonnaden für rund 943.000 DM mühevoll rekonstruiert. Die Wände erhielten wieder einen Anstrich in hellen Sandsteinfarben. Ein über der Kapelle stehender, zur DDR-Zeit verschwundener Bibelspruch „Die mit Tränen säen, werden mit Freuden ernten“ (Psalm 126,5), wurde dabei wiederhergestellt.
In den 1990er Jahren wurde über eine Erweiterung des Friedhofes auf die südliche Nachbarfläche nachgedacht. Aufgrund der Tendenz zur kleinflächigeren Urnenbestattung wurde der Gedanke dazu aufgegeben.